# Uzsoki-hágó
Az Uzsoki-hágó (ukránul перевал Ужоцький [pereval Uzsockij]) az Északkeleti-Kárpátok, azon belül az Erdős-Kárpátok egyik hágója Ukrajnában, Kárpátalja Nagybereznai járása és a Lvivi terület Turkai járása határán.

## Fekvése
A Keleti-Kárpátok gerincén, az Ung és a Sztrijbe ömlő Javorivka folyó völgye között helyezkedik el a kárpátaljai Uzsok és Lvivi területen lévő Szjanki és Javoriv között. A hágó tengerszint feletti magassága 889 méter. Itt halad keresztül a Lvivbe tartó N13-as országút és a Csap–Ungvár–Szambir–Lviv-vasútvonal.

## Történelmi szerepe
Az első világháború idején, 1914-ben az osztrák–magyar csapatok súlyos harcokat vívtak a hágónál az orosz cári csapatokkal.

## Emlékhelyei
A hágón a valóban lenyűgöző természeti szépségen kívül látható egy első világháborús osztrák–magyar és orosz közös katonai temető.

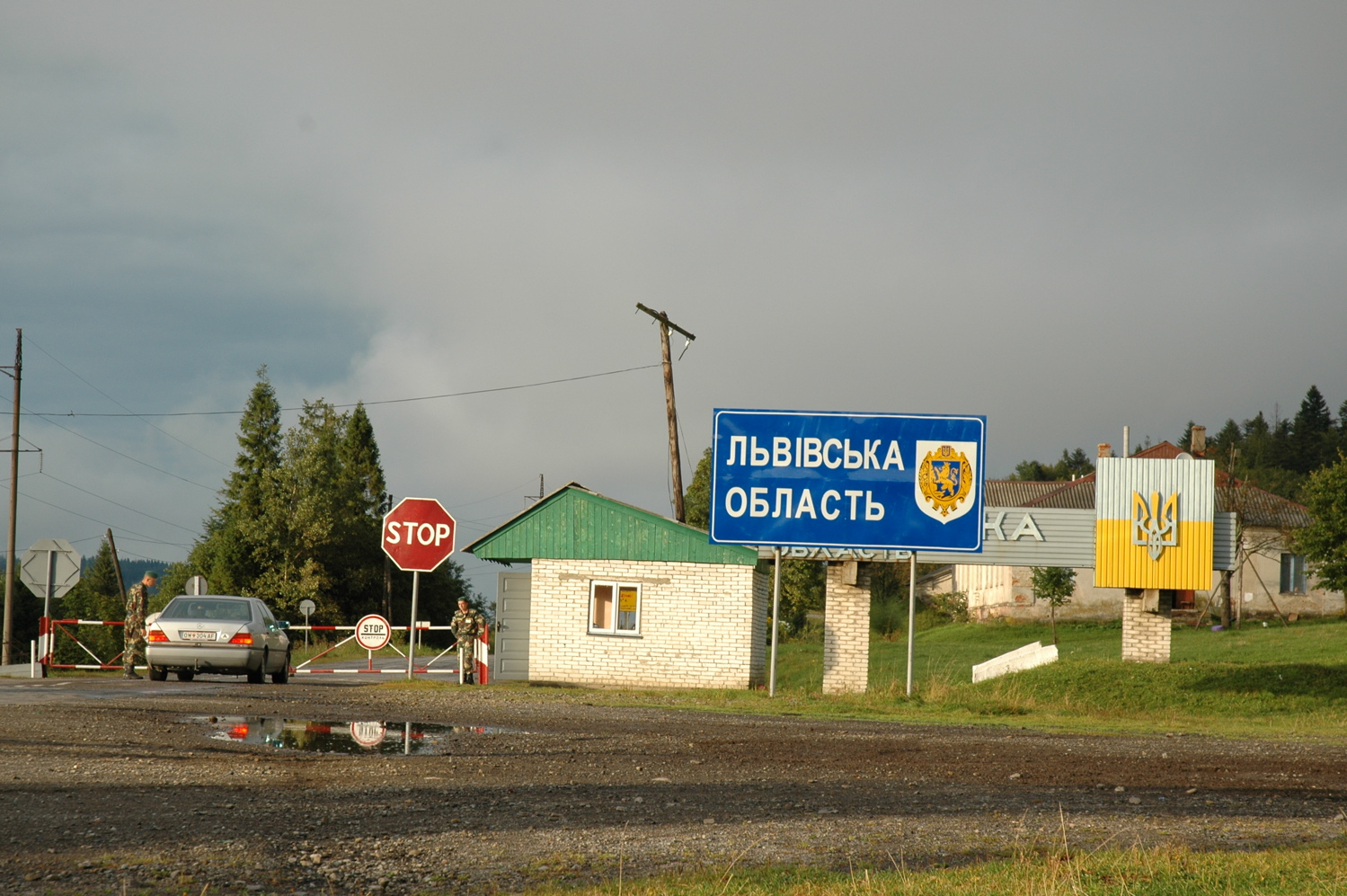
Határőr ellenőrzőpont az Uzsoki-hágón
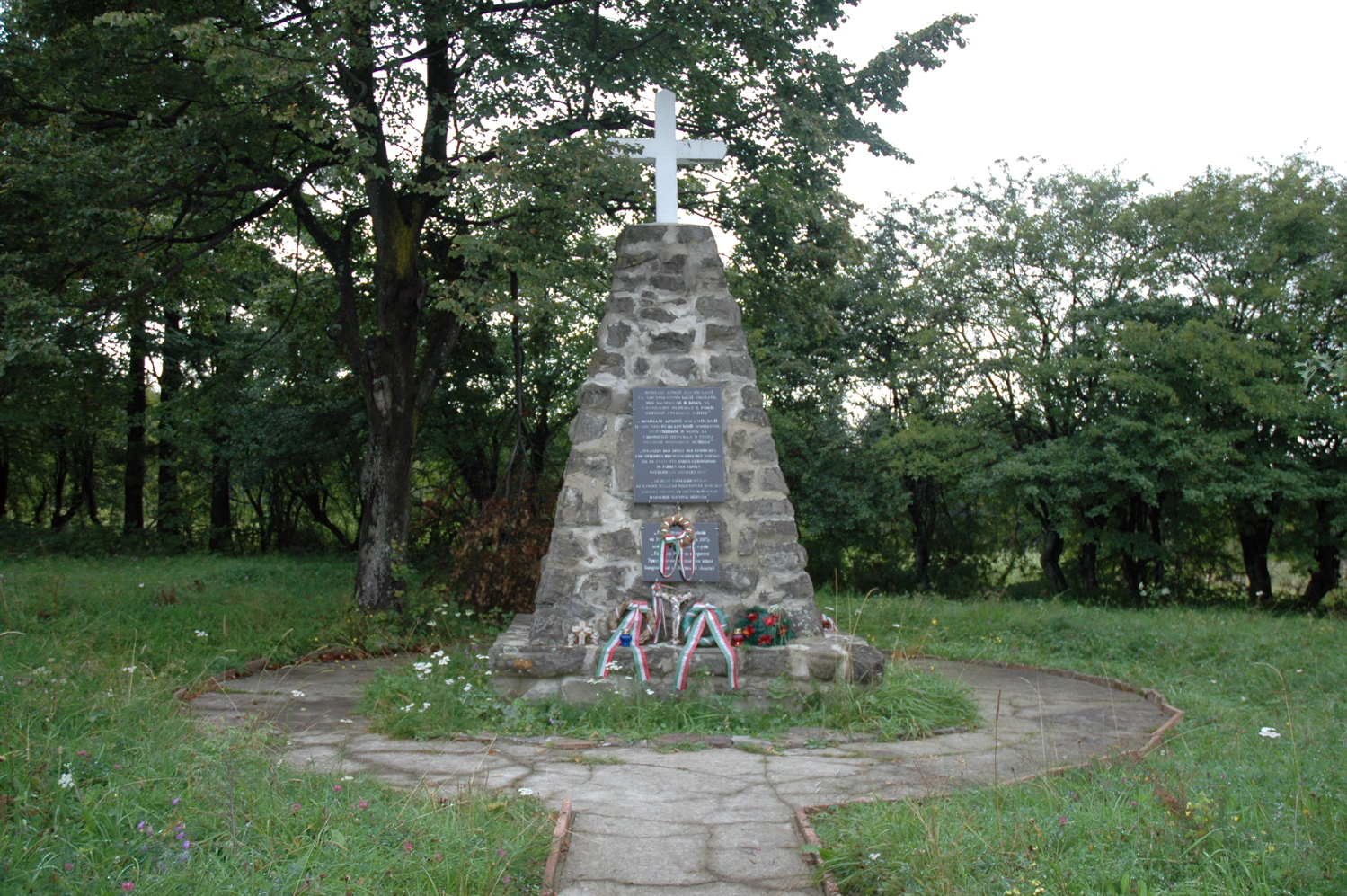
Első világháborús osztrák–magyar és orosz katonatemető az Uzsoki-hágón
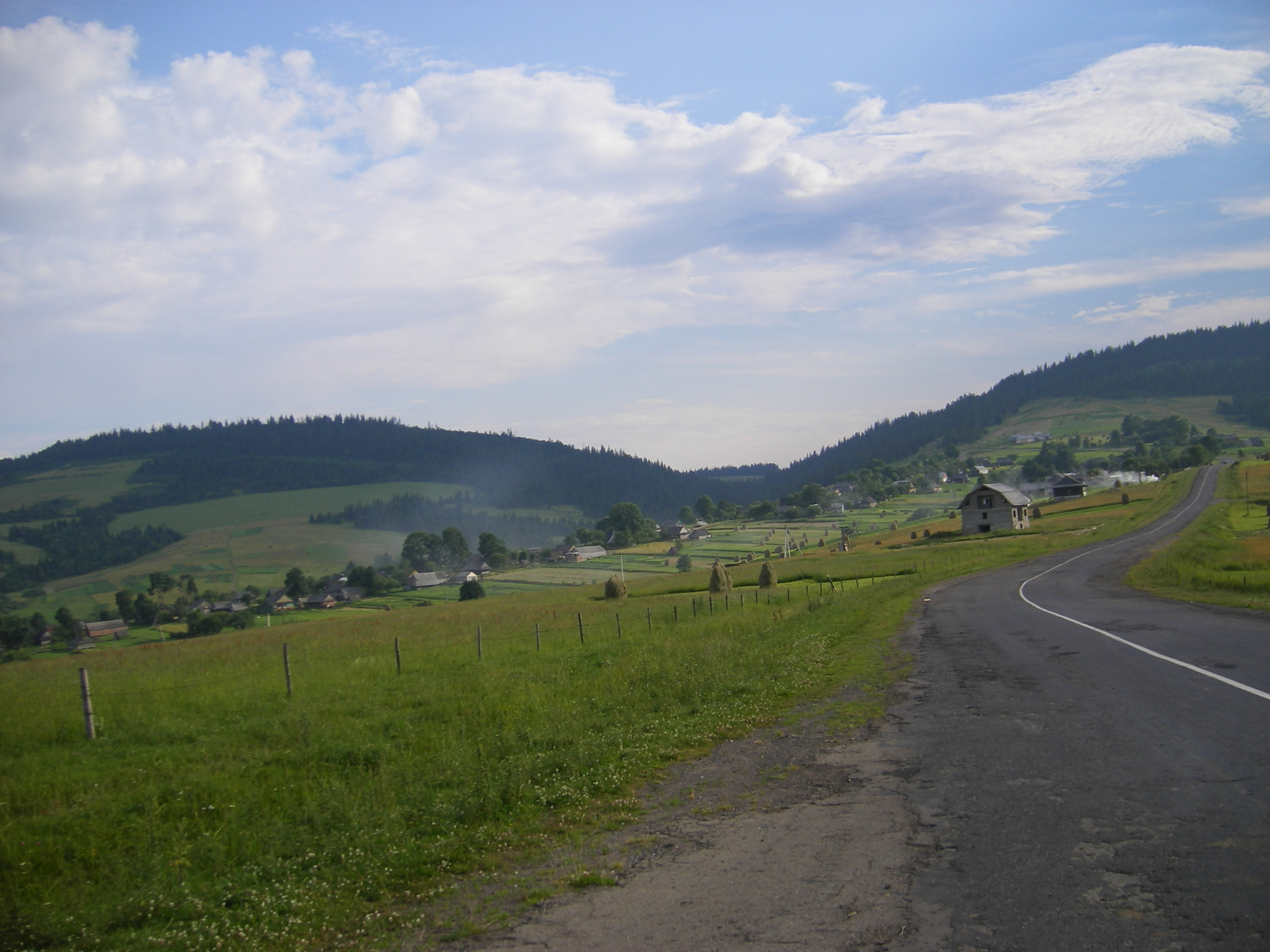
Tájkép